# Lotha
Lotha (Kyon-tsu, Miklai, Tiontz, Tson-tsu). Grupo étnico de 58.000 individuos según el censo de 1981 que viven en el distrito Wokha de Naga Pradesh, la India. Están relacionados con los rengma y los ao, y sus costumbres y vestimenta son muy similares.
A diferencia de la mayoría de los naga, los lotha poseen la tierra en común, aunque también se permiten algunas propiedades privadas de terrenos.
- Datos: Q4267416
- Multimedia: Lotha Naga / Q4267416